# Epos narodowy
Epos narodowy, epopeja narodowa – utwór literacki (epos) o istotnym znaczeniu dla narodu lub grupy społecznej, przedstawiający jego/jej dzieje w przełomowym momencie. Określenie to przyznawane jest zwykle jednemu dziełu literatury narodowej, które według materiałów historycznych czy tradycji ma najwierniej oddawać charakterystyczne dla epoki rysy narodu lub jego warstwy, osiągając jednocześnie wysoki stopień artyzmu.
Za pierwsze eposy narodowe uznano lliadę oraz Odyseję spisane przez Homera. Przedstawiają one historie herosów walczących z przeciwnościami losu. Polskim przykładem eposu jest Pan Tadeusz autorstwa Adama Mickiewicza, gdzie zawarta jest historia okupowanego narodu, który widzi nadzieję na niepodległość w nadchodzących wojskach Napoleona.
Poniższa lista przedstawia spis eposów poszczególnych narodów wraz z ich czasem powstania. Wiele spośród nich było przekazywanych ustnie z pokolenia na pokolenie, zanim zostały spisane w formie literackiej.
| Państwo              | Epos                              | Autor                          | Powstał                | Czas akcji                    |  |
| -------------------- | --------------------------------- | ------------------------------ | ---------------------- | ----------------------------- |  |
| Anglia               | Beowulf                           | nieznany                       | przed X wiekiem        | VI wiek                       |  |
| Argentyna            | El gaucho Martín Fierro           | José Hernández                 | 1872                   |                               |  |
| Armenia              | Dawid z Sasunu                    | nieznany                       | VIII wiek              |                               |  |
| Chile                | Araukana                          | Alonso de Ercilla y Zúñiga     | XVI wiek               | konkwista                     |  |
| Chiny                | Księga Pieśni                     | Konfucjusz – jako redaktor     | VI wiek p.n.e.         | epoka brązu                   |  |
| Chorwacja            | Osman                             | Ivan Gundulić                  | XVII wiek              |                               |  |
| Czarnogóra           | Górski wieniec                    | Piotr II Petrowić-Niegosz      | XIX wiek               |                               |  |
| Dania                | Bogowie Północy                   | Adam Gottlob Oehlenschläger    | XIX wiek               |                               |  |
| Estonia              | Kalevipoeg                        | Friedrich Reinhold Kreutzwald  | 1861                   |                               |  |
| Etiopia              | Kebra Nagast (Wspaniałość królów) | nieznany                       | XIII wiek              |                               |  |
| Finlandia            | Kalevala                          | Elias Lönnrot                  | 1849                   |                               |  |
| Francja              | Pieśń o Rolandzie                 | nieznany                       | XII wiek               | panowanie Karola Wielkiego    |  |
| Gruzja               | Rycerz w tygrysiej skórze         | Szota Rustaweli                | XIII wiek              |                               |  |
| Grecja (starożytna)  | Iliada i Odyseja                  | Homer                          | VIII wiek p.n.e.       | epoka brązu                   |  |
| Grecja (bizantyńska) | Bazyli Digenis Akritas            |                                | XI wiek                |                               |  |
| Hiszpania            | El cantar del mío Cid             | nieznany                       | XII wiek               | rekonkwista                   |  |
| Imperium Rzymskie    | Eneida                            | Wergiliusz                     | I wiek p.n.e.          | Epoka brązu                   |  |
| Indie                | Mahabharata                       | nieznany                       | nieznany               |                               |  |
| Indie                | Ramajana                          | Valmiki                        | nieznany               |                               |  |
| Irak                 | Epos o Gilgameszu                 | –                              | nieznany               | epoka brązu                   |  |
| Iran                 | Szahname (Księga królów)          | Ferdousi                       | X wiek                 | okres przedislamski           |  |
| Islandia             | Edda                              | Snorri Sturluson               | XIII wiek              |                               |  |
| Izrael               | Tora                              | –                              | –                      | –                             |  |
| Japonia              | Heike monogatari                  | nieznany                       | –                      | Heian                         |  |
| Kazachstan           | Kobłandy Batyr                    | nieznany                       | XVI–XVIII w.           |                               |  |
| Kambodża             | Reamker                           | –                              | –                      |                               |  |
| Kirgistan            | Manas                             | Wasilij Radłow                 | 1885                   |                               |  |
| Luksemburg           | Powieść o lisie                   | Michel Rodange – jako redaktor | średniowiecze-XIX wiek |                               |  |
| Łotwa                | Lāčplēsis                         | Andrejs Pumpurs                | 1888                   |                               |  |
| Niemcy               | Pieśń o Nibelungach               | nieznany                       | około 1200             |                               |  |
| Polska               | Pan Tadeusz                       | Adam Mickiewicz                | 1834                   | wojny napoleońskie            |  |
| Portugalia           | Os Lusíadas                       | Luís de Camões                 | 1572                   | wielkie odkrycia geograficzne |  |
| Rosja                | Słowo o wyprawie Igora            | nieznany                       | do końca XII wieku     | rozbicie dzielnicowe Rusi     |  |
| Rosja                | Wojna i pokój                     | Lew Tołstoj                    | 1865–1869              | wojny napoleońskie            |  |
| Rumunia              | Cyganiada                         | Ion Budai-Deleanu              | 1800–1812              | panowanie Włada Palownika     |  |
| Słowenia             | Chrzest nad Sawicą                | France Prešeren                | XIX wiek               |                               |  |
| Stany Zjednoczone    | Ewangelina                        | Henry Wadsworth Longfellow     | XIX wiek               | deportacje Akadyjczyków       |  |
| Stany Zjednoczone    | Pieśń o Hajawacie                 | Henry Wadsworth Longfellow     | XIX wiek               |                               |  |
| Syria                | Legenda o Kerecie                 | Ilimilku                       | XII–XIV wiek p.n.e     | epoka brązu                   |  |
| Tajlandia            | Ramakien                          | różne wersje                   | XVIII wiek             |                               |  |
| Tybet                | Gesser Chan                       | nieznany                       | XI wiek                |                               |  |
| Uzbekistan           | Ałpamysz                          | nieznany                       | XVI wiek               |                               |  |
| Walia                | Mabinogion                        | –                              | –                      |                               |  |

Określenia epos używa się także w odniesieniu do dzieł filmowych, będących przeważnie superprodukcjami, takich jak na przykład amerykański Ben Hur

## Polskie eposy narodowe
Polskie eposy narodowe mają swój początek od tłumaczenia Jerozolimy wyzwolonej Torquato Tasso przez Piotra Kochanowskiego w XVII wieku. Ze względu na częściową parafrazę stosowaną dla spolszczenia tekstu był on uważany za ważny prototyp dla przyszłych eposów. Pierwszą większą próbą stworzenia eposu narodowego była Lechiada Macieja Kazimierza Sarbiewskiego. Eposu poeta nigdy nie dokończył. Zachowała się tylko XI pieśń. Następnie Wacław Potocki napisał pierwszy polski epos narodowy – Transakcję wojny chocimskiej. Utwór ten tworzony w latach 1669–1672 został jednakże wydany po raz pierwszy w 1850 roku. Pierwsze znane w Polsce polskie eposy narodowe to Sobiesciada (1686) Jędrzeja Ustrzyckiego i Viennis (1717) Jana Damascena Kalińskiego. Oba dotyczą zwycięstwa wiedeńskiego króla Jana III Sobieskiego. Ambitną, ale zapomnianą próbą była Jagiellonida Dyzmy Bończa-Tomaszewskiego.
Następnym polskim eposem narodowym jest Pan Tadeusz Mickiewicza. Do eposów polskich zaliczają się również Monachomachia i Antymonachomachia Ignacego Krasickiego. Umownie polskimi eposami narodowymi nazywa się także dzieła prozy polskiej – między innymi Stara baśń Józefa Ignacego Kraszewskiego i Chłopi Władysława Stanisława Reymonta. 